# Vern Mullen
Vern Mullen foi um jogador de futebol americano estadunidense que foi campeão da Temporada de 1923 da National Football League jogando pelo Canton Bulldogs.